# Begraafplaats van Dour
De Begraafplaats van Dour is een gemeentelijke begraafplaats in de Belgische gemeente Dour. De begraafplaats bestaat uit twee delen die tegenover elkaar aan de Avenue Victor Regnart liggen op 450 m ten zuidwesten van het centrum (gemeentehuis). Beide delen zijn ommuurd en hebben een tweedelig metalen toegangshek. Aan de voorzijde van het oostelijke deel staat een gedenkteken voor een politieke gevangene uit de Tweede Wereldoorlog die in een concentratiekamp stierf. Aan de muur hangt een gedenkplaat voor de burgerlijke slachtoffers uit beide wereldoorlogen. 

## Britse oorlogsgraven
Op het oostelijk deel van de begraafplaats ligt een perk met 14 Britse graven van gesneuvelde militairen uit de Eerste Wereldoorlog. Er liggen 10 Britten (8 van hen behoorden bij de Royal Fusiliers) en 4 Canadezen die stierven op 7, 8 of 9 november 1918 tijdens de laatste gevechten tegen het terugtrekkende Duitse leger. 
Hun graven worden onderhouden door de Commonwealth War Graves Commission en staan er geregistreerd onder Dour Communal Cemetery.
- Howe le Roy Stevens, sergeant bij de Canadian Infantry werd onderscheiden met de Military Medal (MM).